# ياسين لكحل
ياسين لكحل لاعب مغربي سابق لنادي المغرب التطواني بالمغرب ولد تاريخ أغسطس 1989، يجيد اللعب بالقدم اليسرى ، يشبهه الكثير بميسي ويطلقون عليه اسم ميسي المغرب، وجهت له عدة عروض من اندية أروبا خاصة ألمانيا وفرنسا،و ابرز هده الاندية نادي بوردو الفرنسي، لسوء الحض منعته أميته في اللغات الاجنبية وعدم اكمال تمدرسه من الانضمام لهده الاندية مفضلا نادي الوداد البيضاوي ،و بالإضافة لنادي الوداد فهو يلعب تحت راية المنتخب المغربي الأولمبي.

## روابط خارجية
- ياسين لكحل على موقع قاعدة بيانات كرة القدم.إي يو (الإنجليزية)
- ياسين لكحل على موقع Soccerway.com (الإنجليزية)

- Interview de Yassine Lakhal sur marocfootball.info
- Lakhal % 20 Yassine sur mountakhab.net